# Villa Traful
Villa Traful est une ville de la province de Neuquén, en Argentine, située dans le département de Los Lagos. Elle se trouve à l'ouest de la province, en Patagonie, sur la rive sud du lac Traful, à une altitude de 979 m. C'est une petite ville touristique de montagne de la région des lacs argentins.
La ville est très connue pour être l'endroit où se trouve une forêt submergée dans le lac.
Villa Traful se trouve au sein du parc national Nahuel Huapi, à 400 km de la ville de Neuquén.

## Population
La croissance de la localité est importante depuis le début des années 1990. 
Elle comptait 503 habitants en 2001, soit plus du double des 233 recensés en 1991.

## Toponymie
Traful est un nom mapuche, qui signifie « union ». Le toponyme originel était 
« travul leuvu » qui signifiait union de rivières, allusion à la confluence des río Traful et río Limay.

## Gastronomie
La gastronomie locale correspond à ce que l'on peut déguster ailleurs en Patagonie, notamment d'excellents plats de truites, du cerf et du sanglier fumé. La préparation de sauces aux champignons est très répandue.
L'apport des immigrants allemands et suisses dans la région a mené à une importante diffusion de plats sucrés, comme les Kuchen ou quiches, les apfelstrudel et d'autres pâtisseries typiquement germaniques, des chocolats de bonne qualité et des confitures de fruits des bois.